# Весільні обряди Полтавщини
Весільні обряди Полтавщини — це народні традиції організації весілля на території сучасної Полтавської області.

## Початок обряду
Весілля починалося з середи: випікають весільні короваї, шишки. Короваї пекли у молодої і молодого, бо різні роди, а коли короваї стоять поряд, то вони зближувалися, рідняться.
Відмінності є у піснях, у поводженні, в одязі…

## Головні атрибути

### Коровай
Коровай — це найчастіше висока пшенична паляниця, оздоблена виліпленими з тіста квіточками, колосками, пташками, зірочками й місяцем, що символізували міцність майбутнього подружнього життя, щастя, добробут і злагоду. Весь коровайний обряд супроводжувався піснями: Піч наша регоче, Короваю хоче, А припічок посміхається, Короваю дожидається.
Беруть біленьке борошно, збивають тридцять жовтків, вливають три літри кип'яченого тепленького молока, сиплять дев'ять склянок цукру, дають триста грамів дріжджів і всипають борошно, щоб було рідке, як на оладки.
Ставлять на чотири години в тепле місце. Тоді ще додають масло і олію, замішують крутіше, як на хліб. Зійшло і виробляють.
Після того як коровай поставили у піч випікатися, коровайниці мили руки в ночвах, вмивали цією водою батьків і весь збір у хаті, а воду виливали під плодове дерево або на току, де кропили снопи й танцювали — «обтрушували борошно». Якщо коровай виходив вдалим, молодим пророкували щасливе подружнє життя, якщо тріснутий — нещасливий шлюб, а загнічений — круту вдачу одного з молодих.

### Вінок
Кожна молода йшла до шлюбу чесною дівчиною, тому плели віночок з пташиного пір'я і штучних квітів бо кожна квітка щось означає. Плахта замотувалася зліва направо чи справа наліво.

### Сорочки
Молода була вдягнена в сорочку вирізуванням, червона плахта, «в семиріч» або «в перець», чи «в зірки», а як сирота, то в «зеленій» плахті. Зимою в спідниці теплій або в кожусі. Взувалася молода в червоні, а то й у зелені чоботи.
Молодого «убирали» в нього свашки і світилки, а боярам до шапок чіпляли червоні «стьожки». Снідали у нього, а перед обідом йшли до молодої, а тоді до церкви — вінчатися. «У молодика смушева шапка, сорочка вишита, чумарка, кожух, підперезаний поясом, чоботи юхтові, високі на підборах. Штани — в чоботи з напуском».
Мати виводила сина з хати за хусточку, «полотняні хусточки були» на подвір'я. Обсипала його житом, «оріхами», а зараз ще й цукерками, а батько бризкав свяченою водою. Це коло порога, тоді за хусточку вела мати до воріт. Ще коло порога мати перев'язувала молодому руку, тією хустиною, що перев'язувала молода, як він сватався, а полотняними хусточками перев'язувала руку свашкам, світилкам. Світилки у «стьожках», старша світилка тримала у руці «щастя» — букет з квіток. У свашок — «торби з подарунками, медяниками». Як «співливі» свашки, то дорогою співали.
Ворітну могоричі брали парубки з вулиці, «взяли ворітну і йшли до хати». Виходили батько й мати, просили до хати. У батька хліб у рушнику, під рукою. Молодий заходив, а за ним світилки, бояри, свашки. Мати всіх в'язала хусточками, рушниками. А тут до молодої не пускають, брат продавав молоду. Як продавали молоду, вона дивилася через дивень — «той молодий, чи ні». Брат стояв із великим ціпком, уквітчаним стьожками і не пускав до молодої, поки молодий не дасть викуп. Заплатив і заходив до молодої, а молода була укрита хусткою, він знімав ту хустку і сідав коло неї. Сиділи на покуті, на рядні. Світилка і свашка тут. У світилки — «світлиця», свічка засвічена, «житом обтикана».
Коли дочка їхала від мами, то у скриню з приданим клали вузлову ляльку — це ніби оберіг і подруга дівчині, яка іде до свекрухи.